# Costa Ricas djur- och växtliv

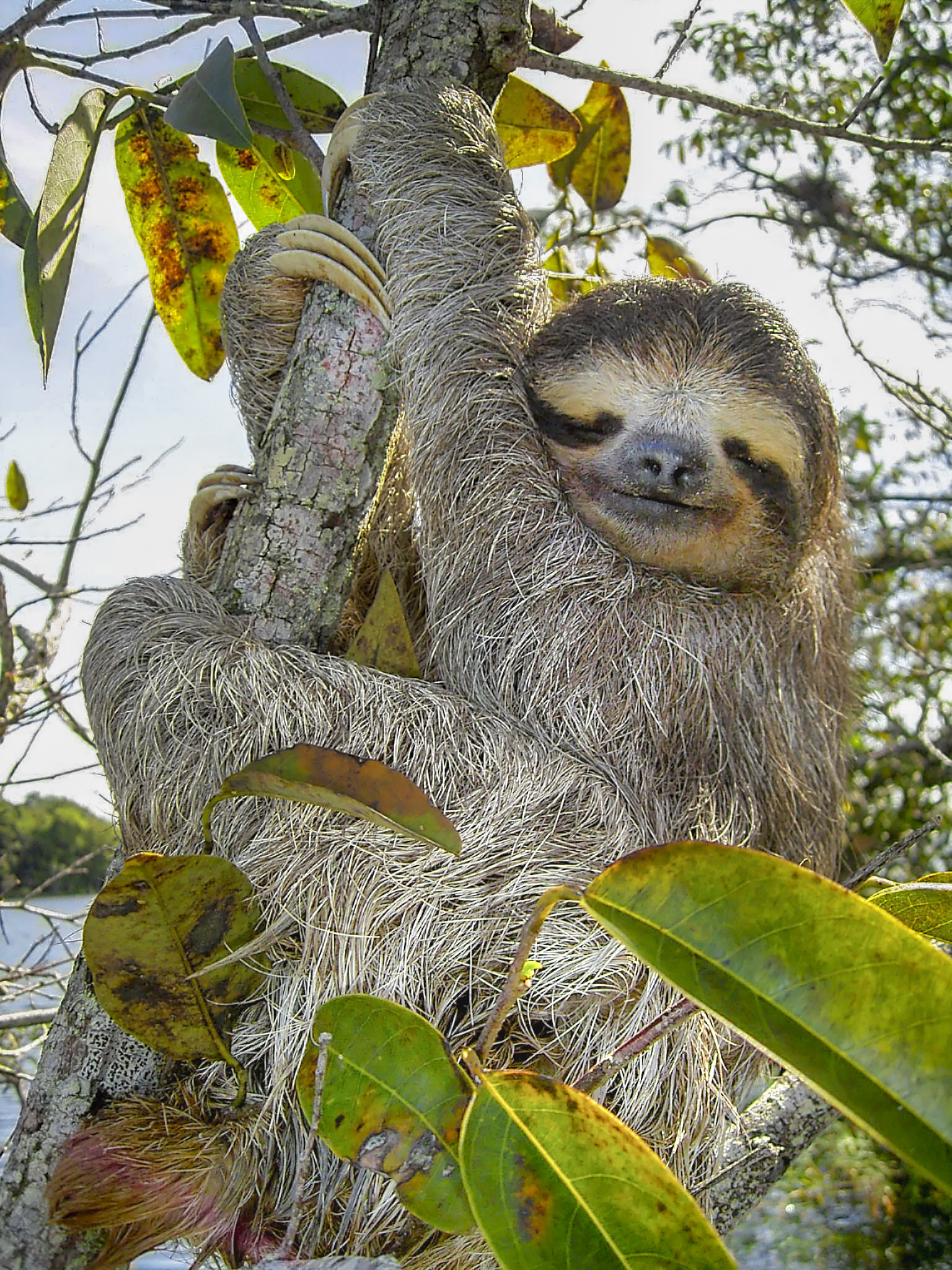
Sengångaren Bradypus variegatus är ett av många djur i Costa Rica.

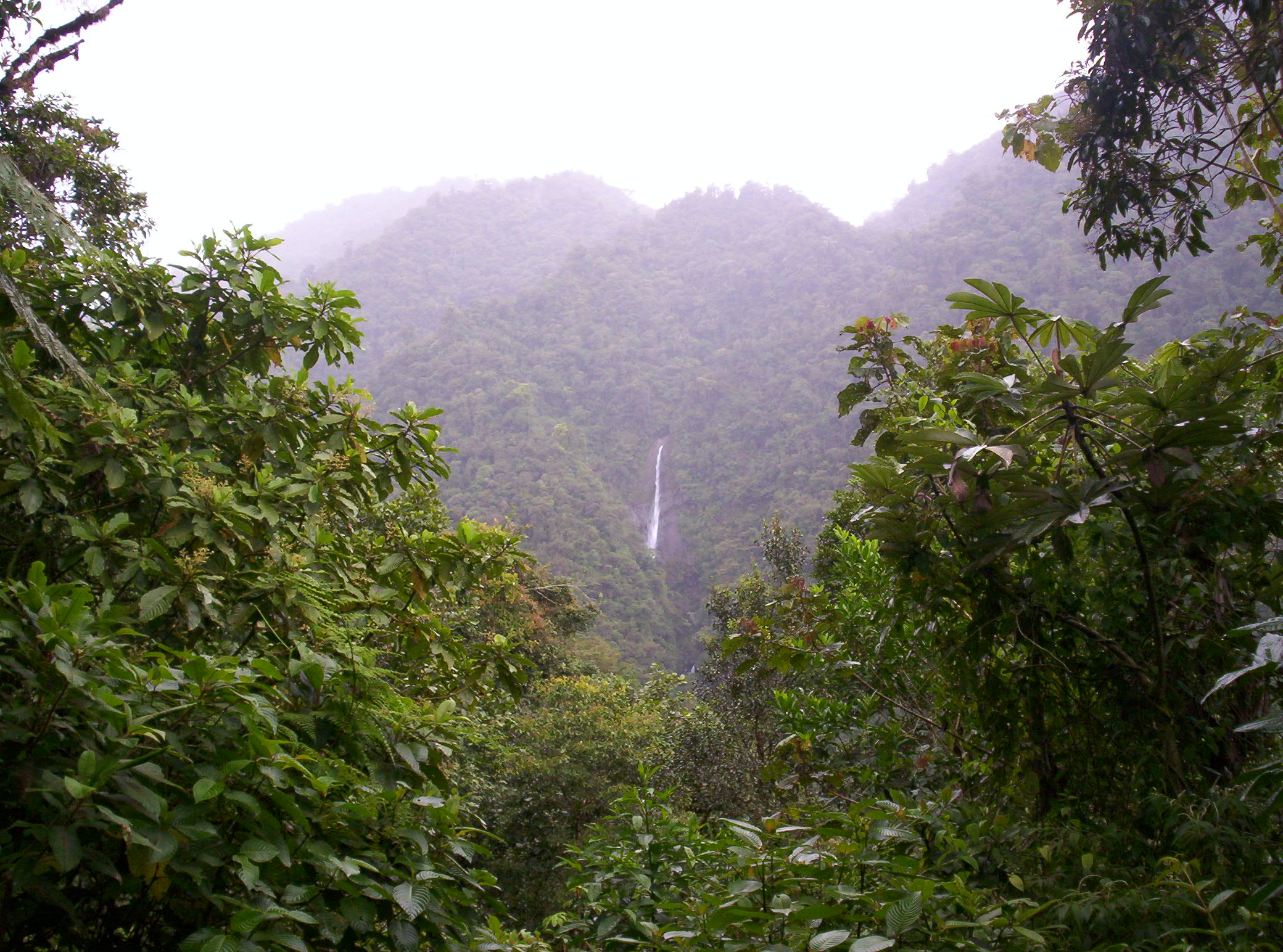
Nationalparken Tapantí ger en bild av landets många skogar.

Costa Rica är hem för en stor mångfald av växter och djur. Trots att landet endast upptar 0,1% av världens totala landmassa, så uppgår den biologiska mångfalden till hela 5% av världens djur och växter. Något som motsvarar mellan 500 000 och en miljon olika arter i flora och fauna. Däribland 50 000 olika arter av insekter, över 1 000 orkidéarter, 800 ormbunksväxter (fler än hela Nordamerika och Mexiko tillsammans), 208 olika djurarter, 850 fågelarter och lite drygt 200 reptilarter, varav ungeär hälften är ormar. Hela 27% av Costa Ricas yta är avsatt för nationalparker, naturreservat, naturskyddsområden eller någon annan form av skyddat område, främst statligt, men även privatägt. Med mer än en fjärdedel av landets totala yta reserverat för djur och miljö är Costa Rica det land i världen med störst procentuell mängd naturskyddsområden.
En av de främsta anledningarna till Costa Ricas biologiska mångfald är att landet, tillsammans med Panama, bildade en länk som sammankopplade kontinenterna Syd- och Nordamerika för cirka tre-fem miljoner år sedan. Denna länk tillät de väldigt olika flororna och faunorna att blandas.

## Fauna

### Insekter

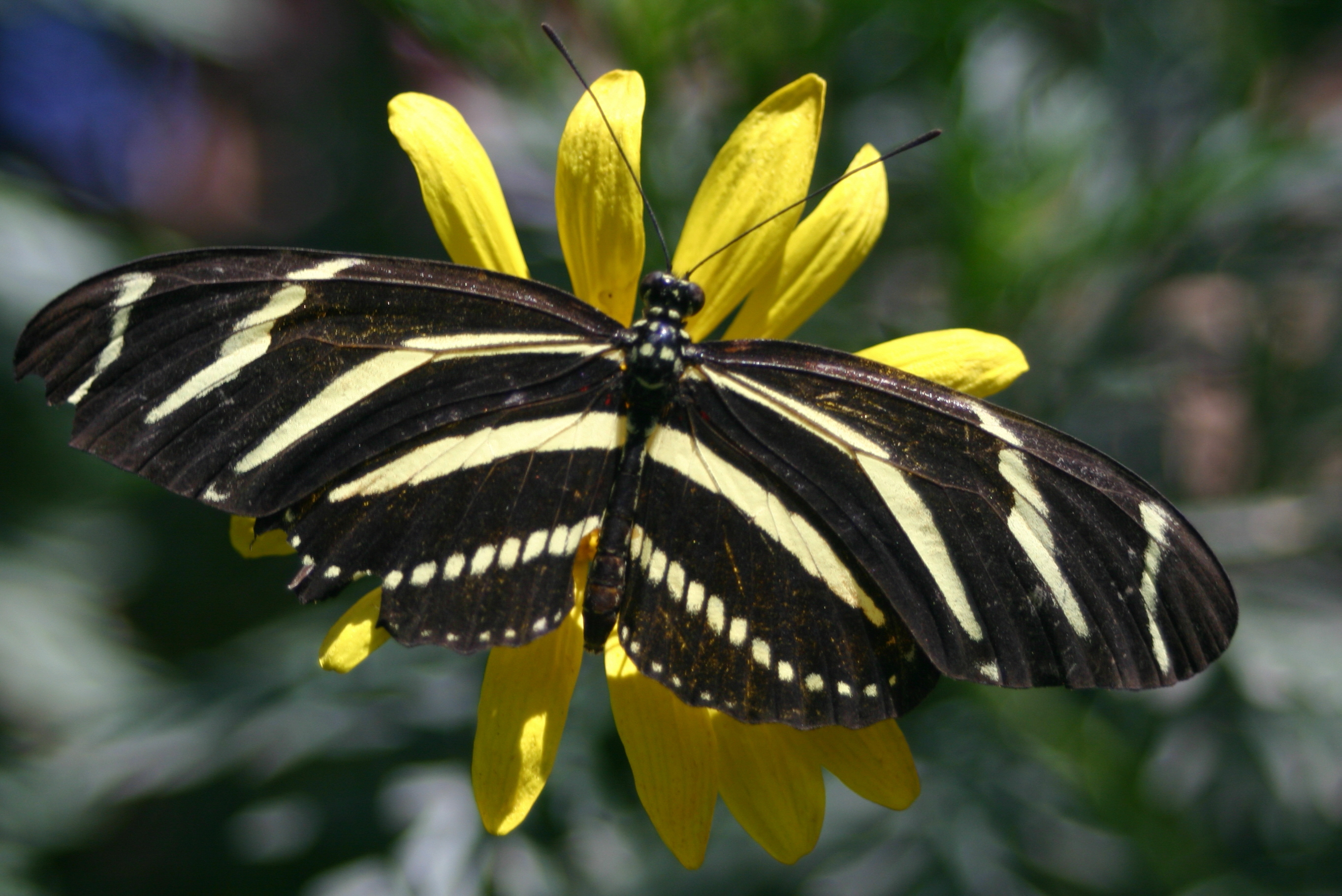
Fjärilen Heliconius charithonia i Costa Rica

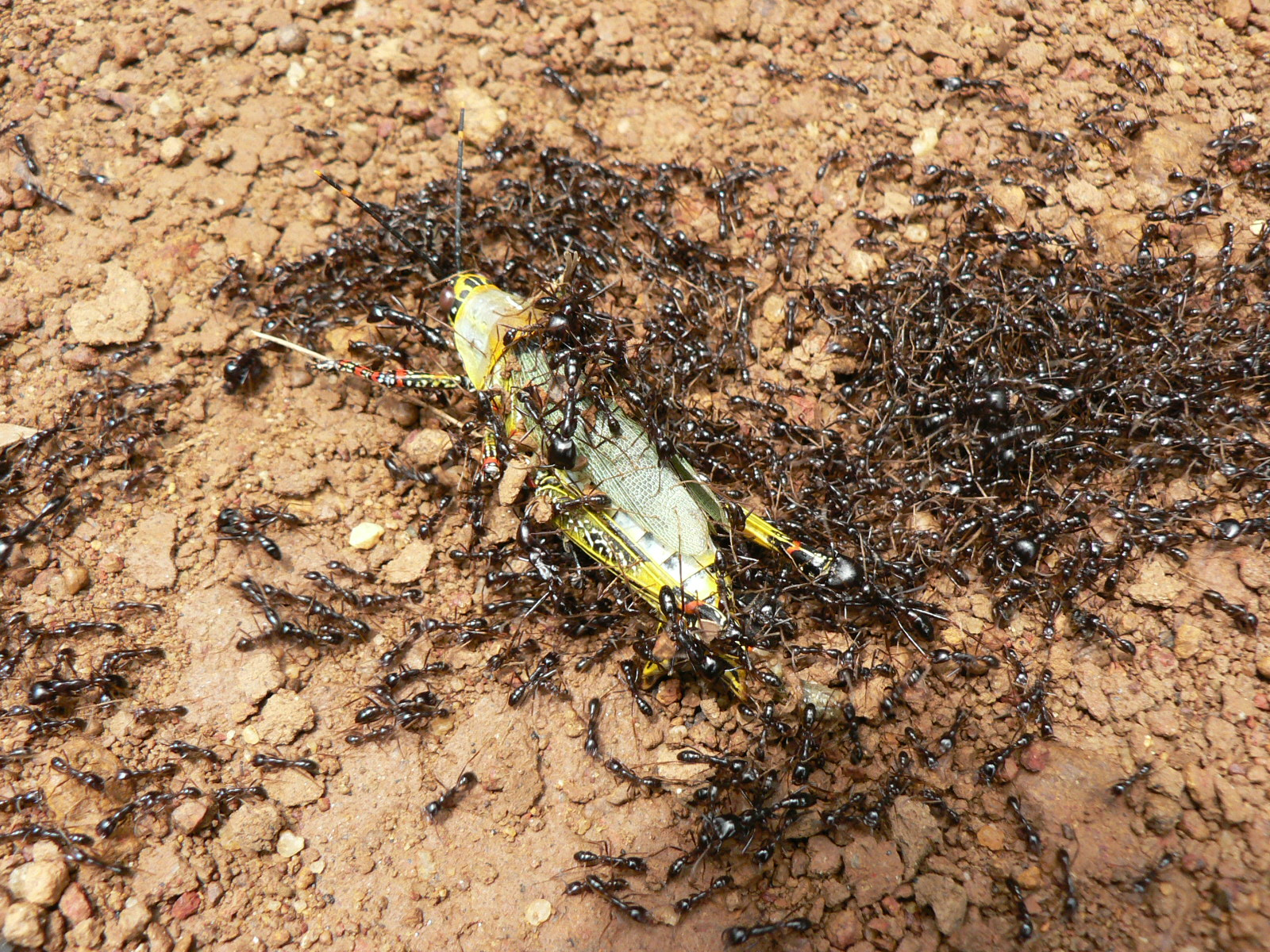
Armémyror äter en gräshoppa, båda insekterna är vanliga i landets skogar.

Costa Rica har ett oerhört rikt insektsliv tack vare landets många nationalparker och skyddsområden som bidragit till att många arter har kunnat utvecklas ostört. Landet har cirka 1 250 arter dagfjärilar, minst 8 000 arter nattfjärilar, över tusen olika myrarter, termiter, getingar, gräshoppor, bin och ett stort antal andra insekter, varav många fortfarande är oidentifierade.
Många av skogarnas insekter är för små att se med blotta ögat, exempelvis finns kolibri-blom-kvalster som tar sig från blomma till blomma genom kolibrins snabel. Många insekter kännetecknas även för de ljud de gör, skogssyrsan, Gryllus fultoni, avger väldigt starka ljud med hjälp av sina vingar.
Men kanske mest noterbara är alla de olika fjärilar som Costa Rica inhyser. Dessa står för en stor del av landets ekoturism och uppgår till många tusen olika arter, bland dessa kan nämnas:
- Papilio thoas
- Marpesia berania
- Doxocopa laure
- Anartia fatima
- Heliconius charithonia
- Morphofjäril
- Urania fulgens

Ryggradslösa djurarter utgör majoriteten av Costa Ricas djurliv. Av en uppskattning på 505 000 arter utgörs 493 000 av ryggradslösa djur (däribland spindlar och krabbor). Det är känt att det finns tiotusentals insekter och mikroskopiska ryggradslöa djur i varje landtyp och på varje höjdnivå. Emellertid är majoriteten av dessa ouppmärksammade och oidentifierade.
Några av de mest noterbara insekterna i Costa Rica är gaddlösa bin, myror som bladskärarmyror och armémyror, Herkulesbaggar och många vårtbitare.

### Amfibiedjur

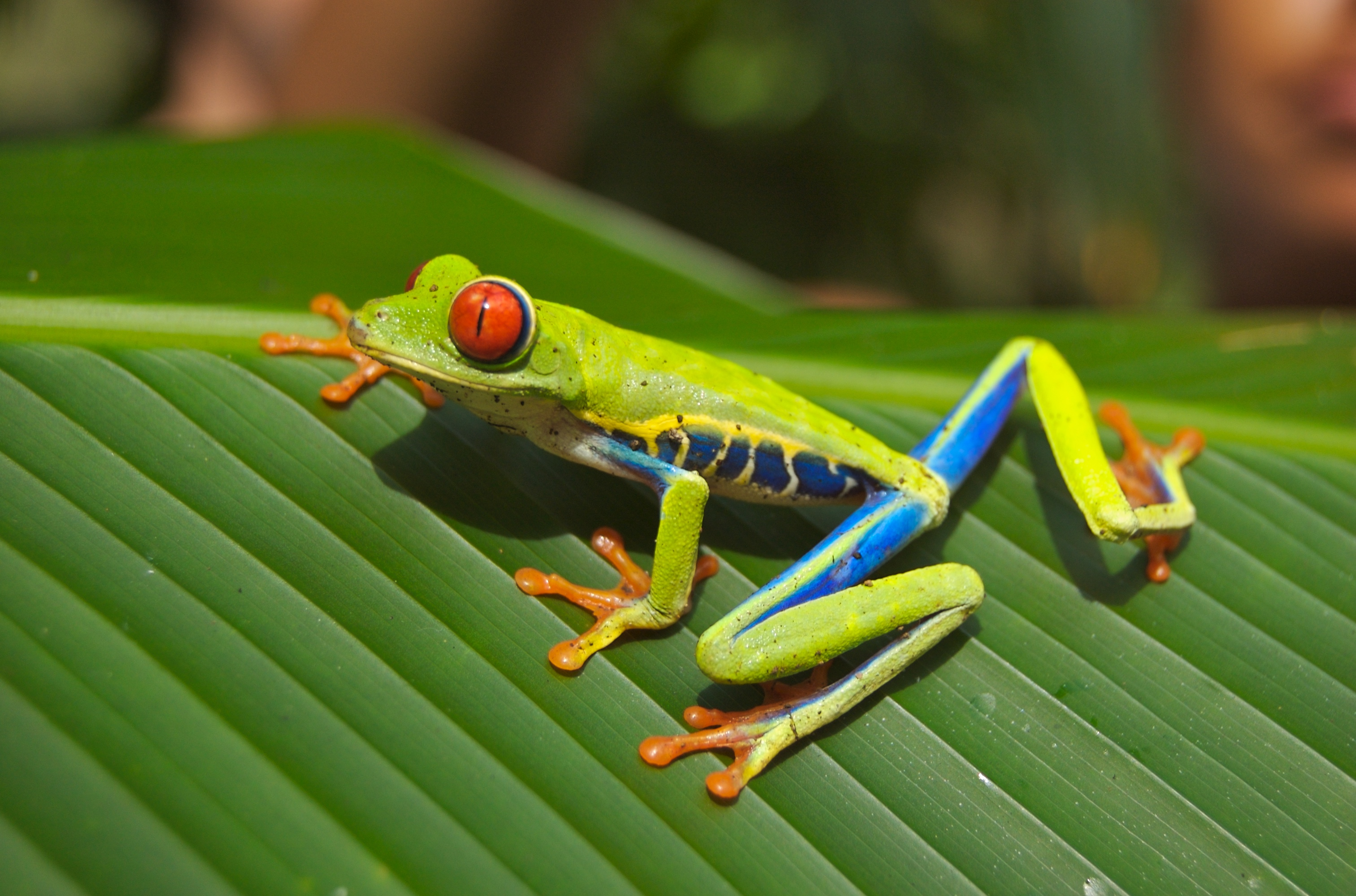
En rödögd bladgroda.

Costa Rica är hem för cirka 175 olika amfibiearter, däribland grodor. De costaricanska grodorna har många sätt att hitta fisktomma vatten att föda upp sin avkomma i. Detta är nödvändigt eftersom fisk äter upp grodynglen och äggen. Pilgiftsgrodor lägger sina ägg i vattenansamlingar i ananasväxter. Andra metoder som grodorna använder är bland annat att genomsöka dammar innan de lägger äggen, eller lägg dem i våt jord.
Det finns 35 arter tillhörande Elutherodoctylus-grodorna, 26 arter tillhörande släktet Hyla och 13 glasgrodsarter.

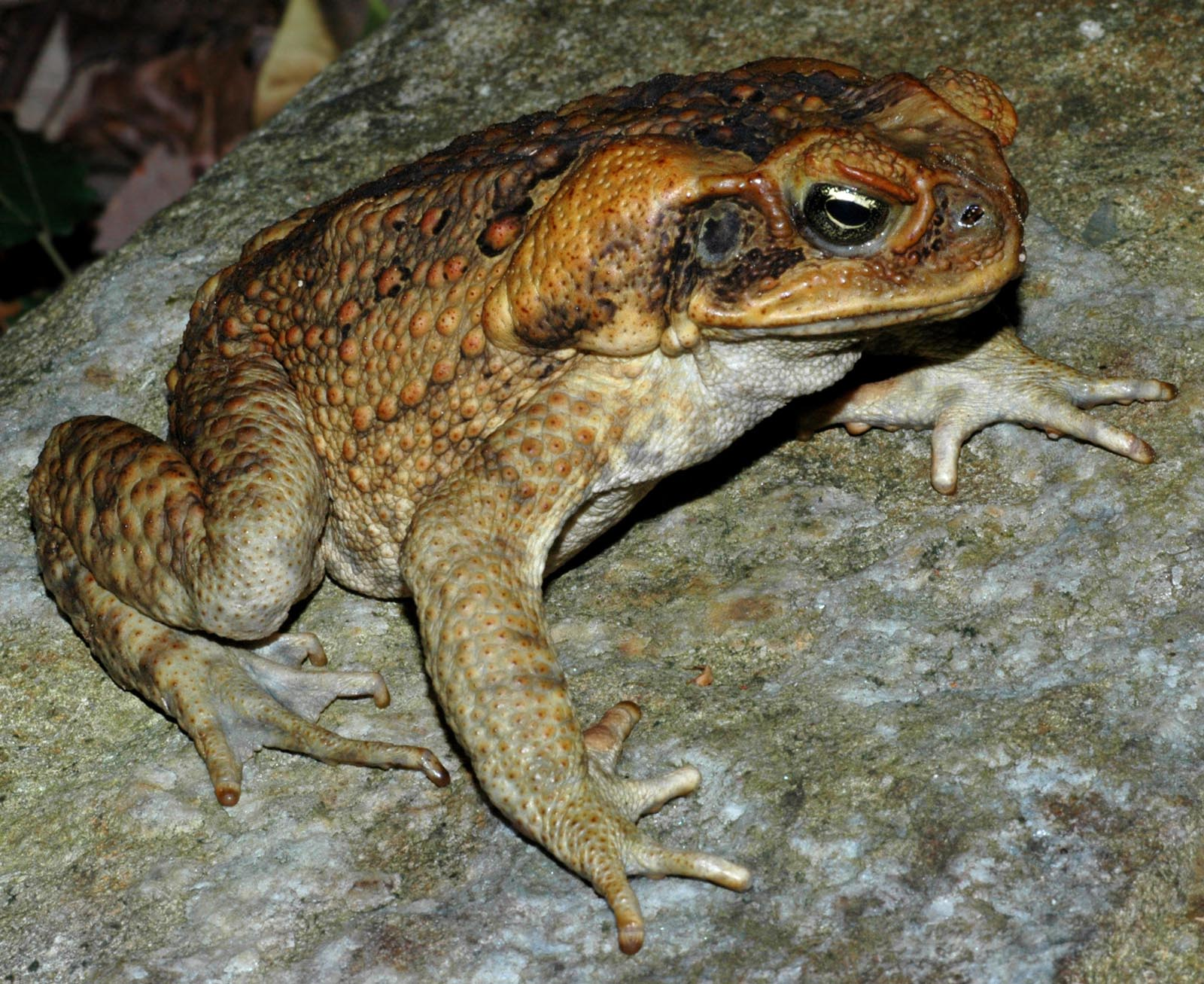
Agapaddan är en av världens största paddarter.

Noterbara grodarter i Costa Rica inkluderar rödögd bladgroda, ett par arter pilgiftsgrodor, de halvgenomskinliga glasgrodorna, och den stora Leptodactylus pentadactylus.
Några nämnvräda paddarter i Costa Rica är bland annat ett flertal arter i släktet Bufo, och Agapaddan, en stor padda känd för sin enorma aptit. Den har bland annat dokumenterats äta nästan allting, däribland grönsaker, myror, spindlar, mindre paddor, möss, och andra smådjur.

### Fåglar

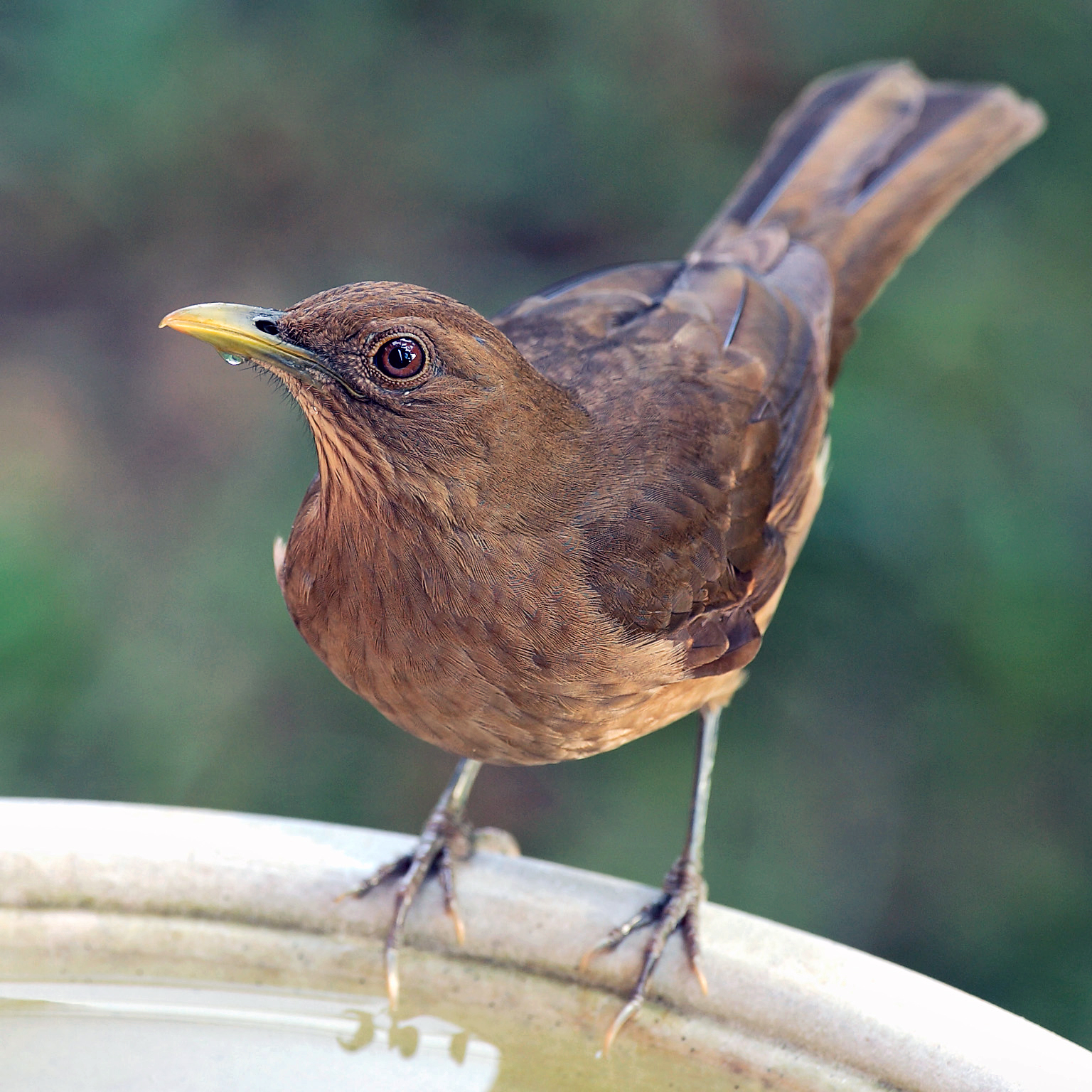
Yigüirro, Costa Ricas nationalfågel.

Nästan 900 olika fågelarter har observerats i Costa Rica (Cocos Island inräknat), mer än hela USA och Kanada tillsammans och betydligt fler än Europa eller Australien. De viktigaste anledningarna till landets enorma mångfald när det gäller fåglar får sin förklaring dels i att landet ligger i tropikerna, och dels för att det ligger mitt i en av världens stora flyttfågelrutter som sammankopplar Nord- och Sydamerika. Över 600 av de costaricanska arterna är permanent bosatta i landet, och uppemot 200 är flyttfåglar som tillbringar vissa delar av året utomlands, och då främst i Nordamerika. Trots landets stora utbud på flyttfåglar så är det de inhemska arterna som drar till sig mest intresse från ekoturister och fågelskådare. En av dessa arter som betraktas som den mest eftersökta är praktquetzalen (Pharomachrus mocinno costaricensis), en liten fruktfågel som lever på höga höjder i molnskogarna i det centrala höglandet. Fågeln är relativt skygg och tyst, vilket gör att de mer högljudda tukanerna är betydligt mer lättskådliga.
Sju av de costaricanska fågelarterna är endemiska, och 19 är globalt hotade. Trots Costa Ricas ansträngningar att göra landet säkert för fåglar och djur genom naturskyddsområden så har skogsskövling förstört många fåglar naturliga levnadsmiljöer. Även om vissa arter som exempelvis kohäger och vägvråk har tjänat på människornas inverkan eftersom de behöver öppen mark för att kunna jaga och äta, så har majoriteten av landets fåglar påverkats negativt av de ständigt krympande skogarna. Några av de arter som har drabbats är quetzaler, papegojor, procnias med flera.

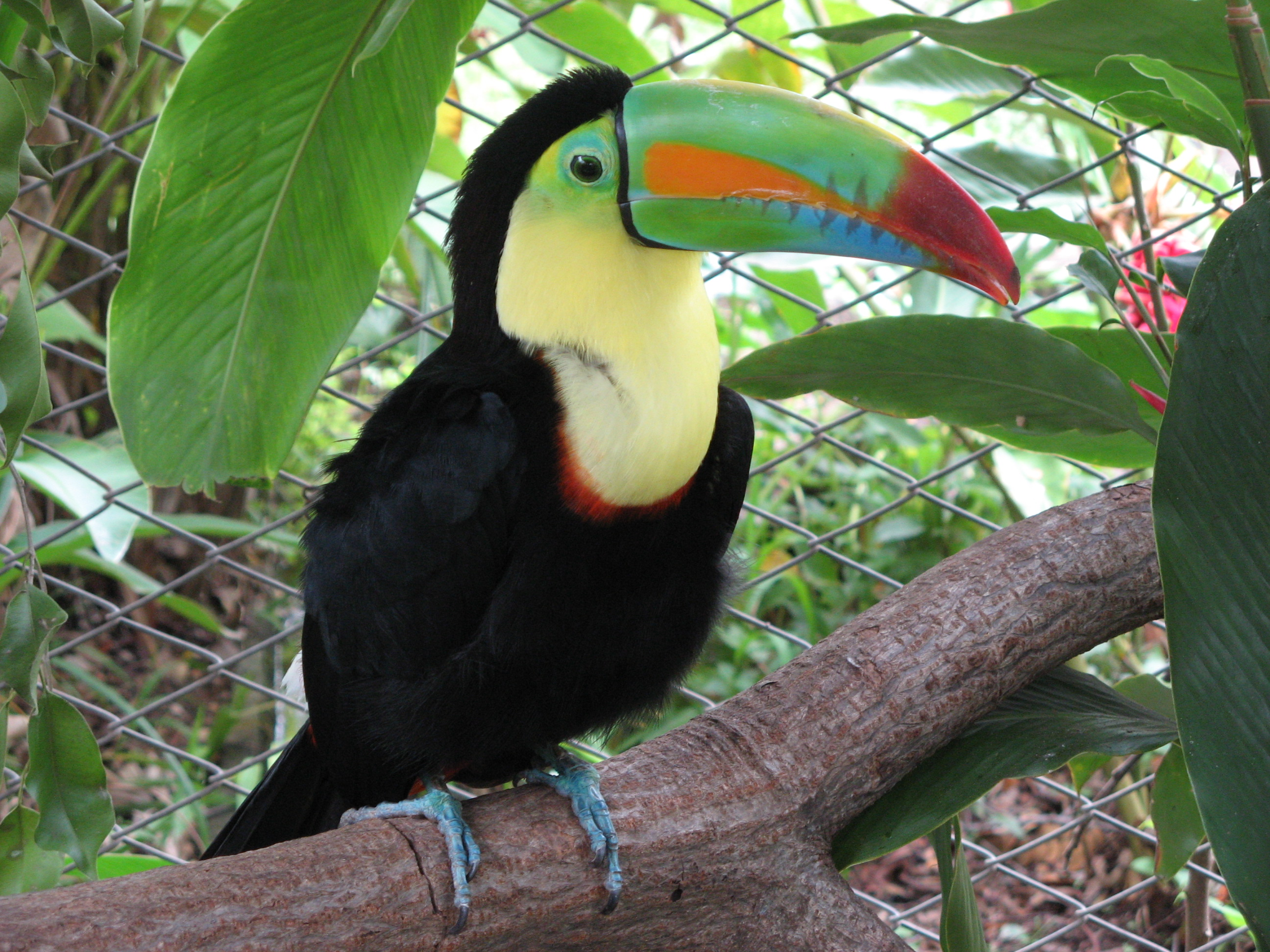
En Svaveltukan på La Pumas Zoo, Guanacaste, Costa Rica
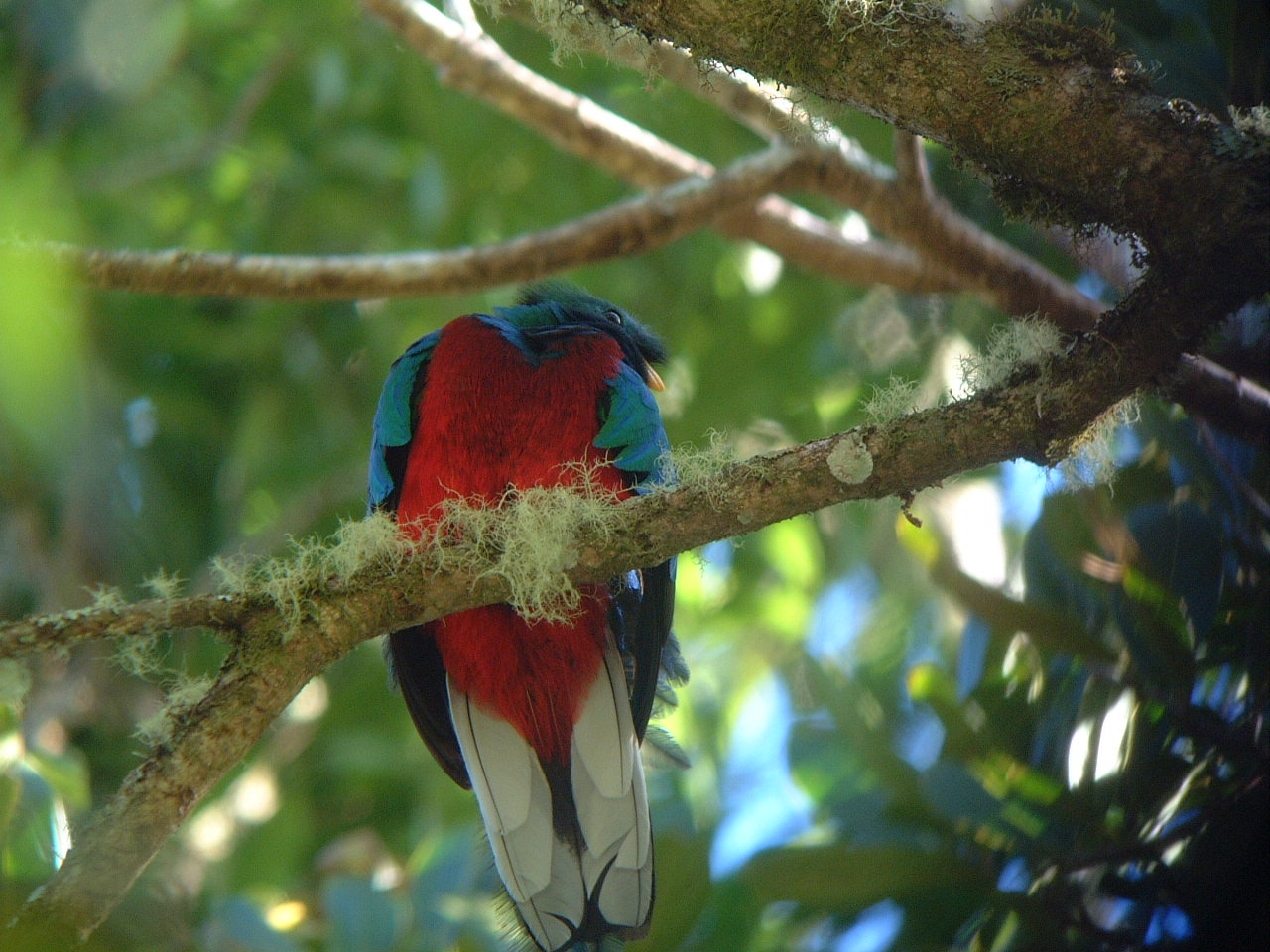
Praktquetzalen är en av landets mest eftersökta fåglar
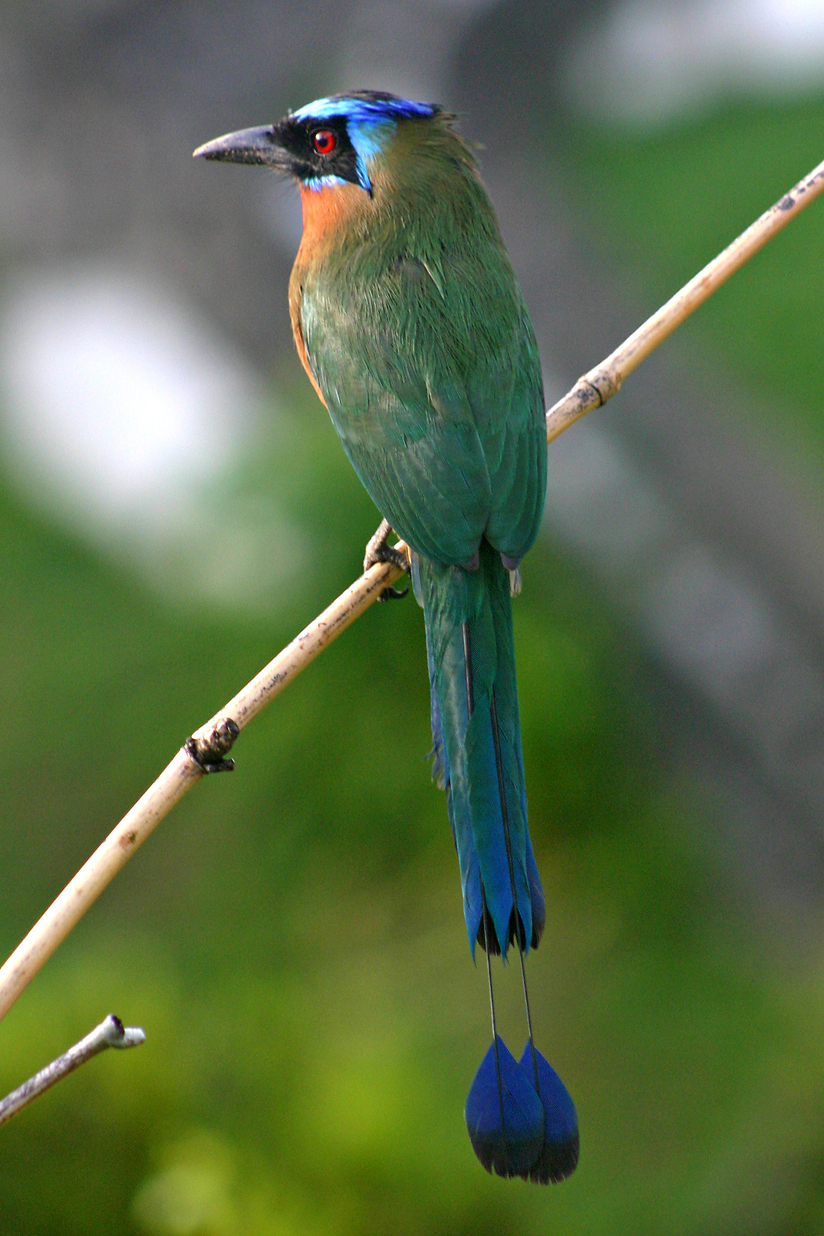
Diademmotmot är en av landets insektsätare
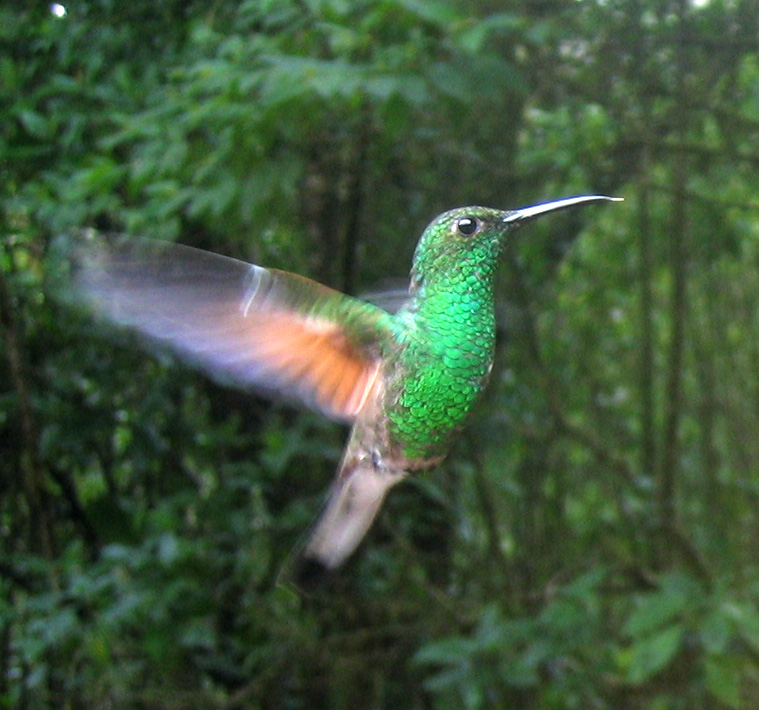
Ockrastjärtad kolibri (Boissonneaua flavescens)

### Däggdjur
I landet registrerades ungefär 200 däggdjursarter varav cirka 100 är fladdermöss. Bland dessa finns vampyrer, harmunfladdermöss och bladnäsor. Kattdjur som lever i Costa Rica är jaguar, ozelot, puma, jaguarundi och margay. Andra vanliga rovdjur är tvättbjörnar, näsbjörnar, veckelbjörnar och kattfretter. Träden befolkas av dödskalleapor, röd spindelapa och sengångare. I landet hittas flera gnagare som liknar möss eller råttor samt agutier och pakor.

## Flora

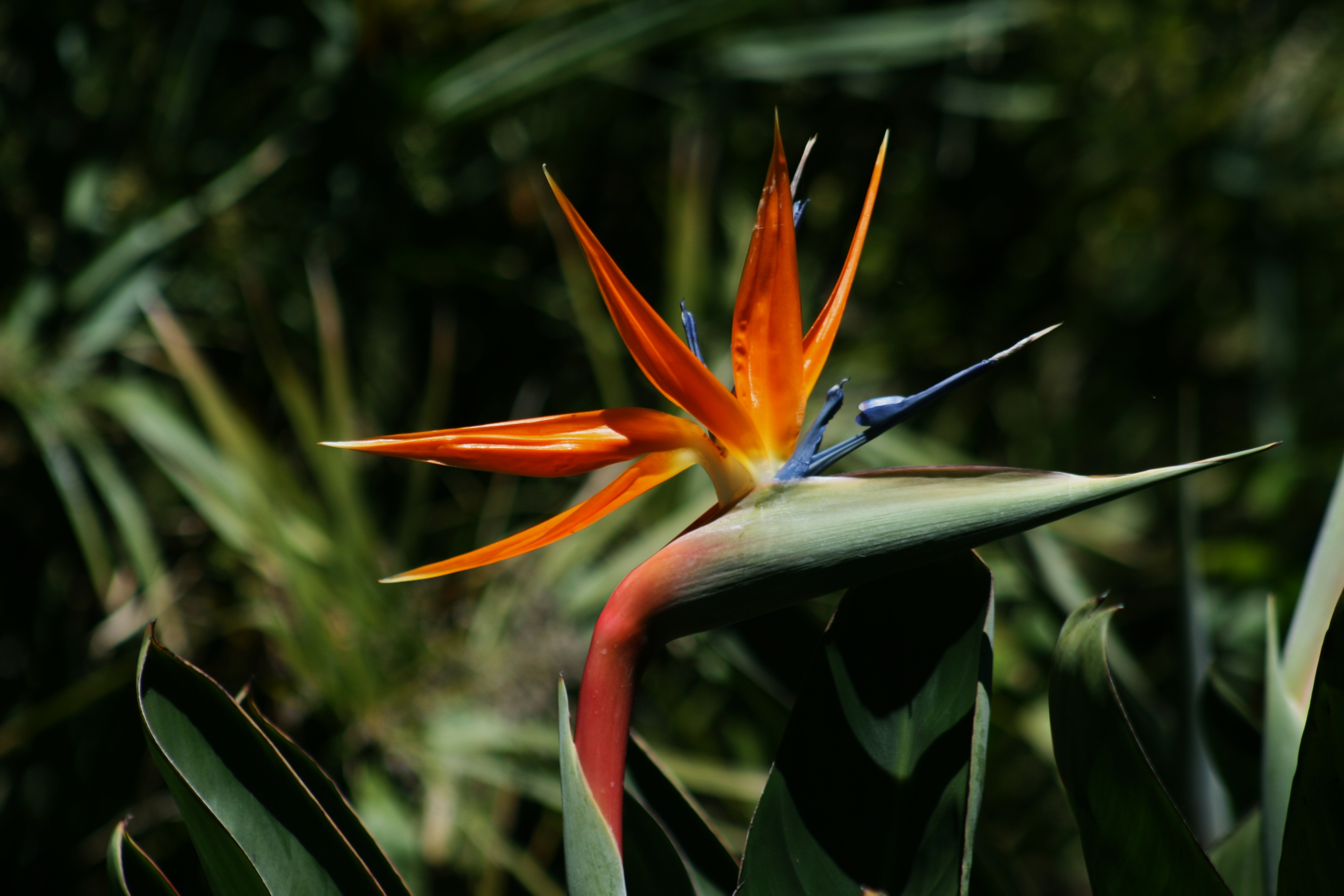
Papegojblomman är en populär trädgårdsväxt i Costa Rica.

Costa Rica har en mängd olika växter och blommor, oräkneliga plantor och cirka tusen olika sorters träd. Förutom de inhemska arterna så har många växter introducerats i landet från andra delar av tropikerna, antingen som matplantor eller som prydnadsblommor. Till matplantorna räknas banan som idag är en viktig del i det costaricanska köket, bananplantor fraktades till Amerika under 1500-talet och har sedan dess varit ett viktigt inslag i växtriket och exportindustrin. Andra exempel på sådana plantor är kaffe, mango, sockerrör och afrikansk palmolja som kom att odlas i stor utsträckning först på 1960-talet.
Andra nämnvärda blommor i Costa Rica är den blå passionsblomman, som kan hittas runt om i landet och likt andra passionsblommor producerar den saftiga bär och sprider sina från med hjälp av djur. Guarianthe skinneri, Costa Ricas nationalblomma, är likt majoriteten av landets många orkidéer är blomman ofta belägen högt uppe på träd och därför relativt svårsedda från marken.

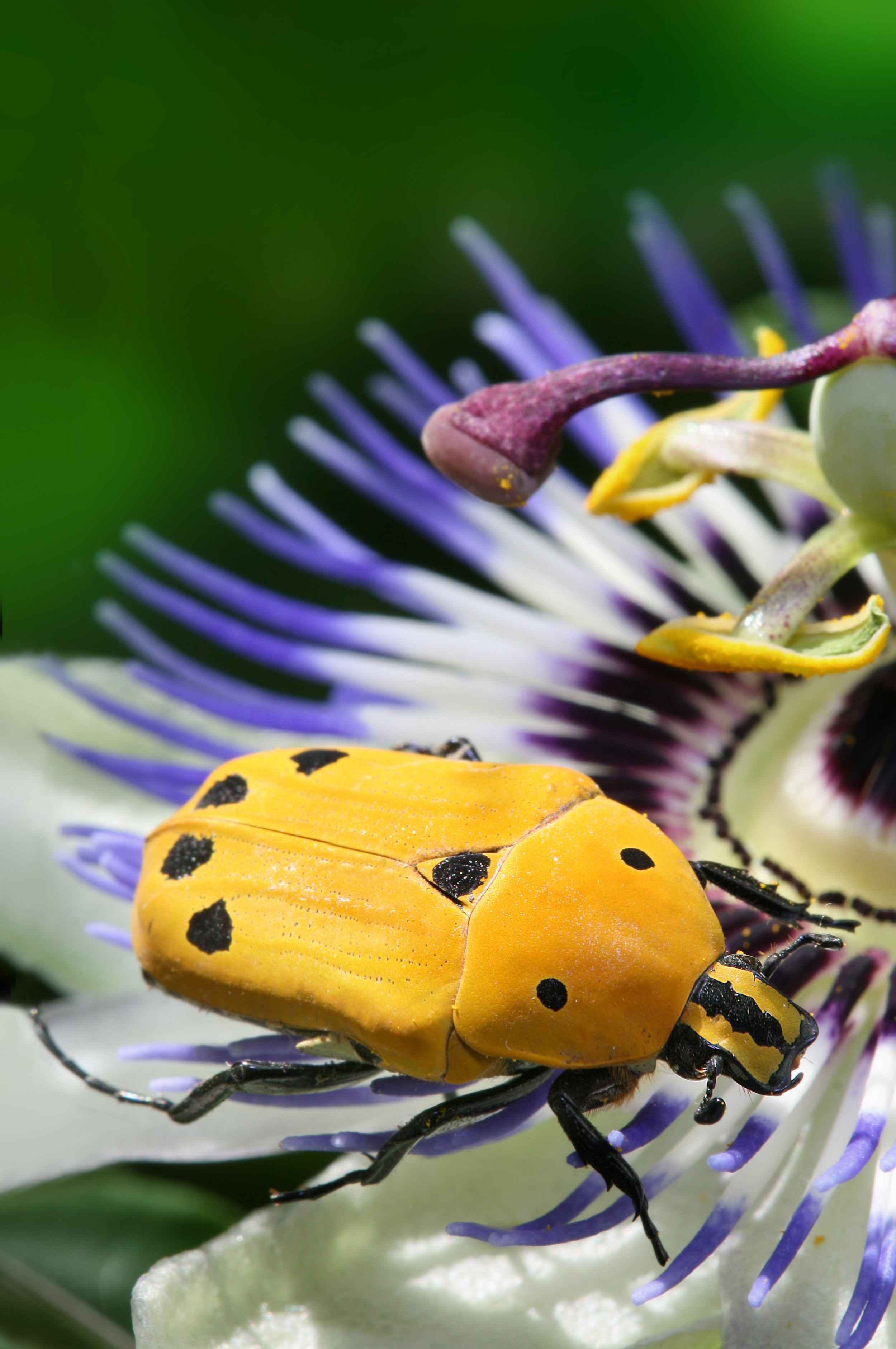
Den blå passionsblomman sprider sina frön med hjälp av djur och insekter.
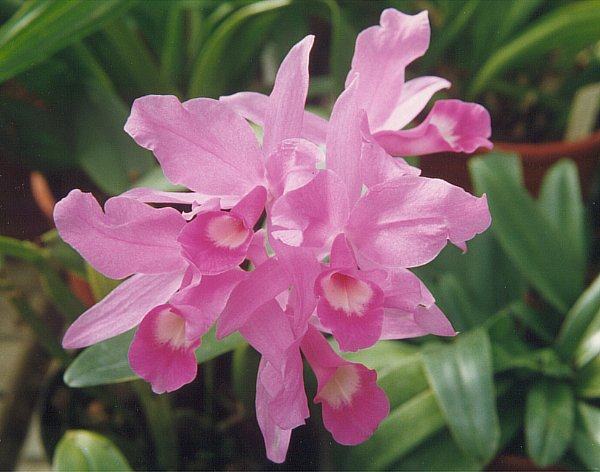
Guarianthe skinneri är Costa Ricas nationalblomma
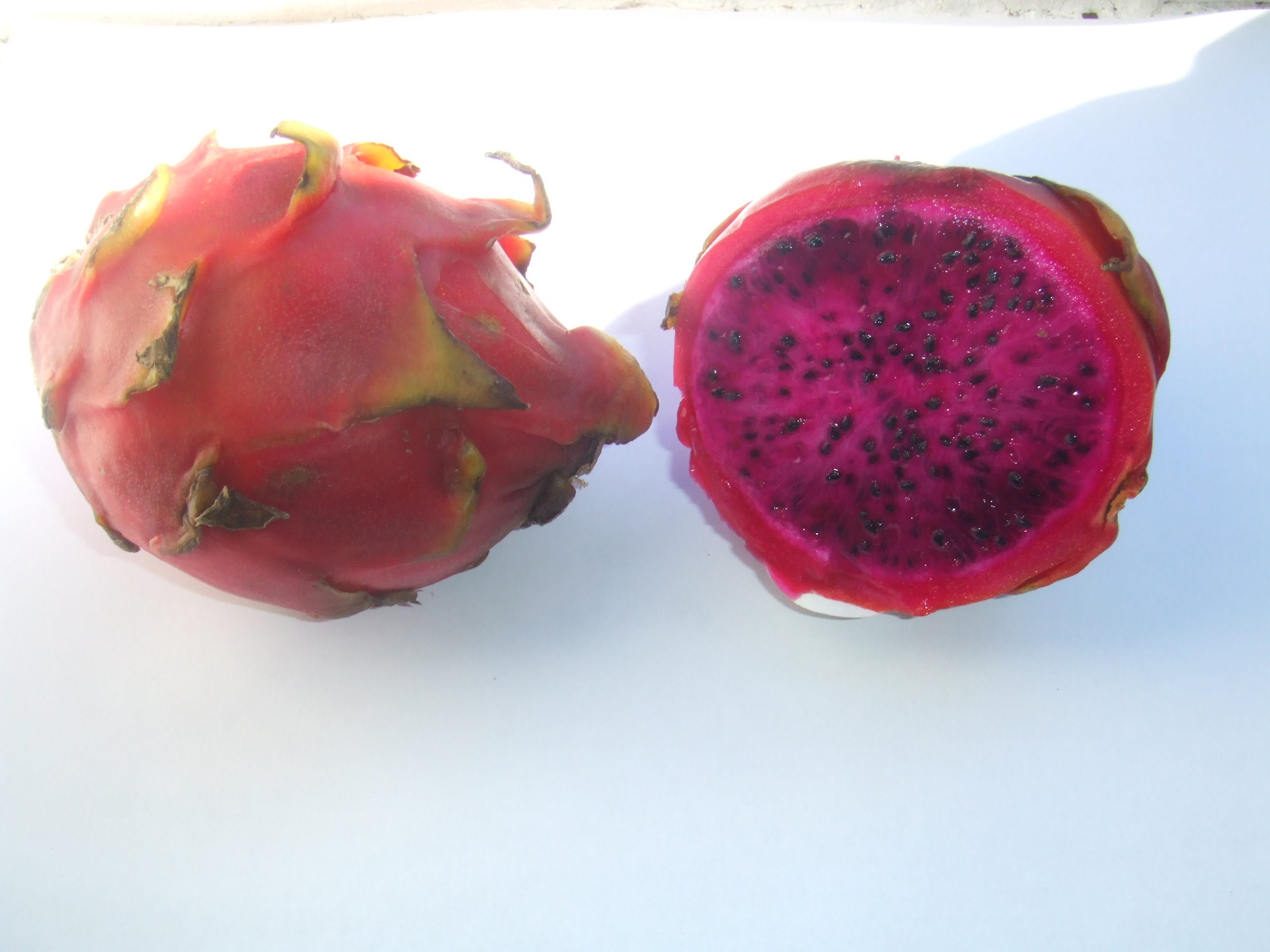
Kaktusfrukten till röd pitahaya.
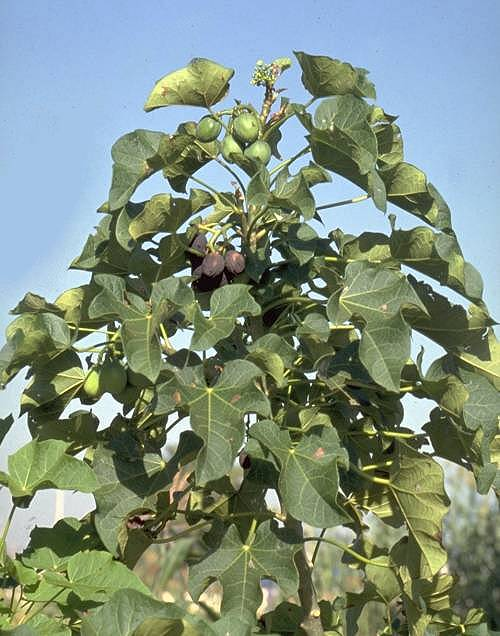
Från Jatropha curcas används fröna för att göra vegetabilisk olja.